# Équipe de France masculine de handball aux Jeux olympiques d'été de 1992

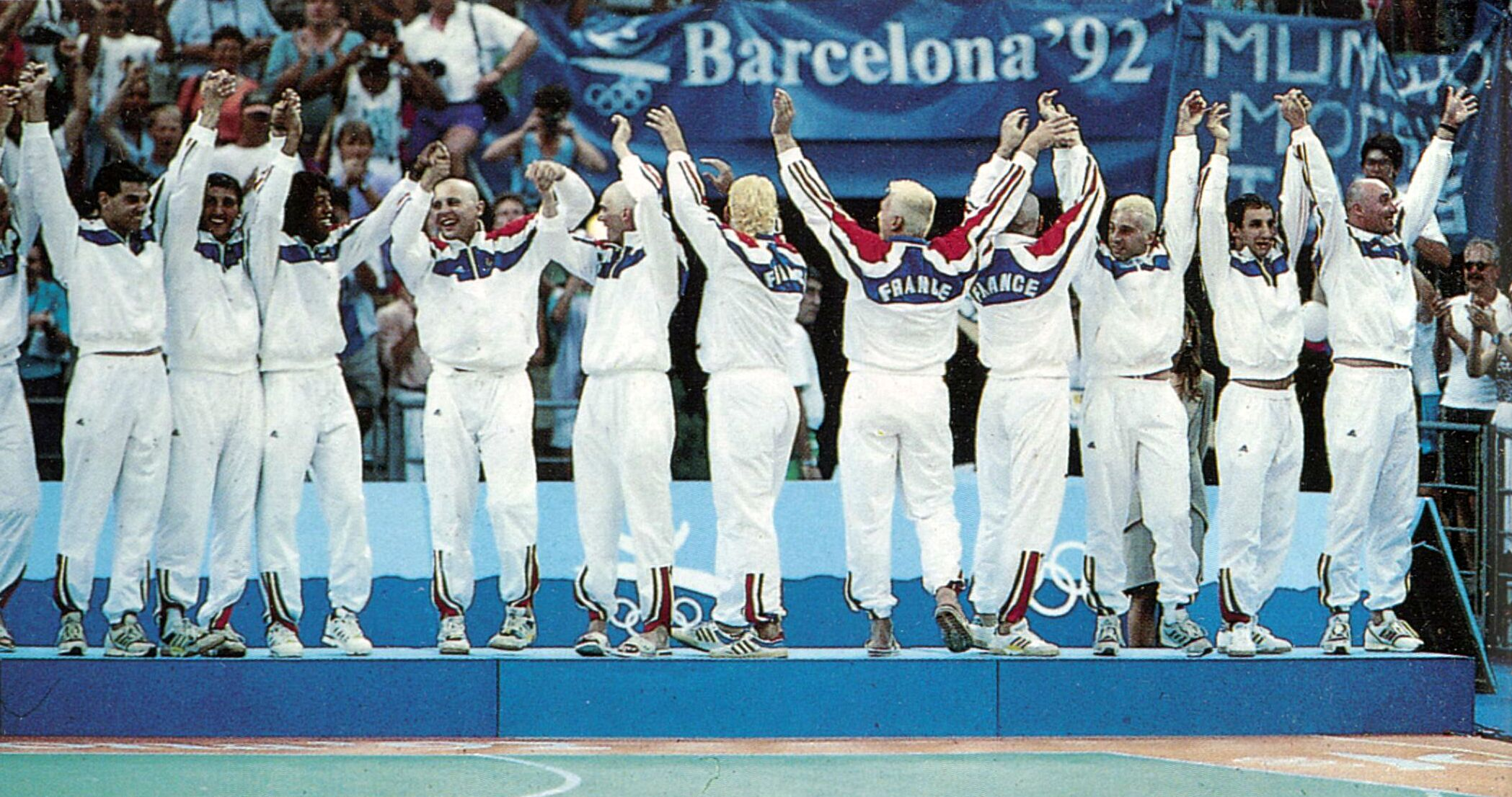
Les « Bronzés » sur le podium des Jeux olympiques de 1992.

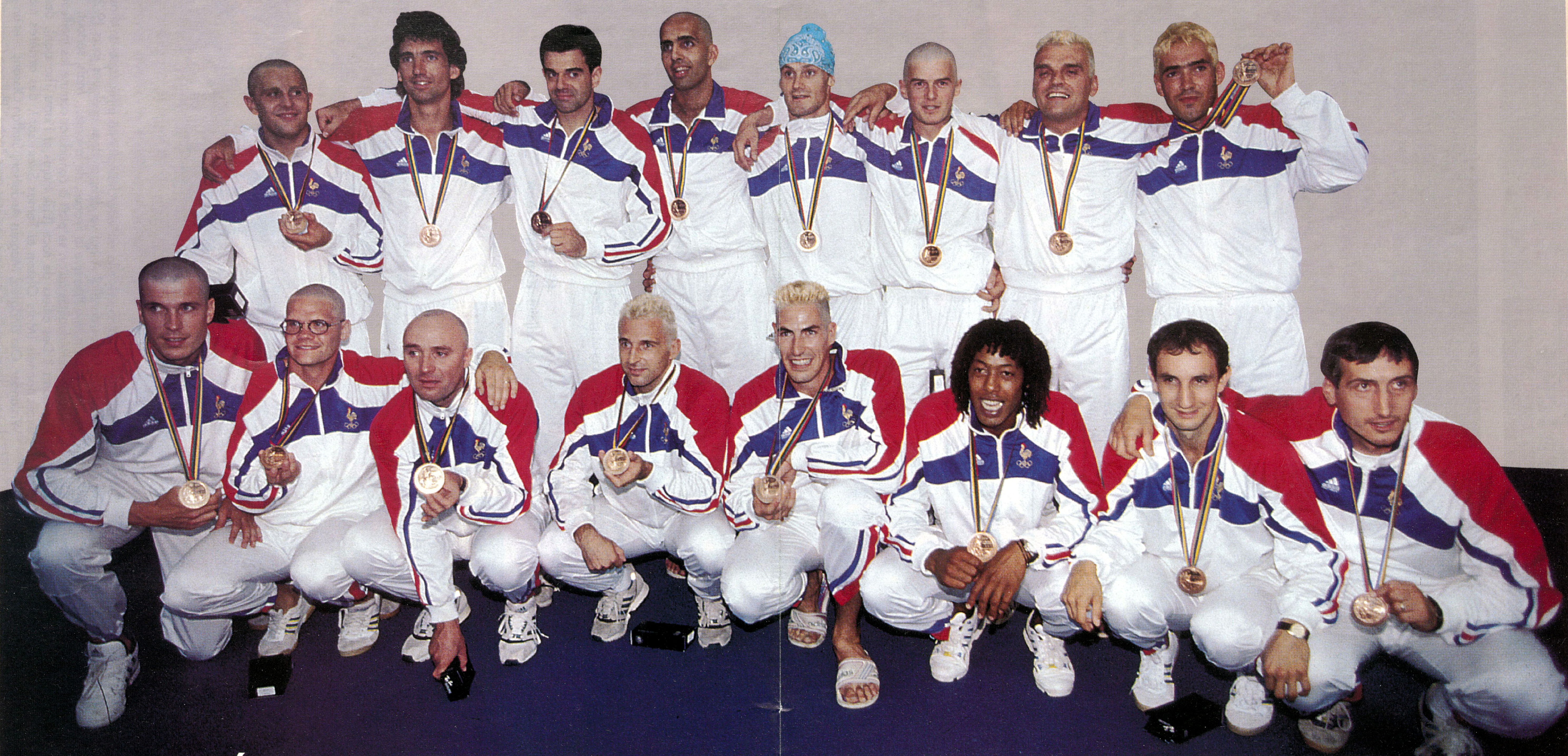
Les « Barjots » fiers de leur médaille de bronze.

Cet article relate le parcours de l'Équipe de France masculine de handball lors des Jeux olympiques de 1992 organisés à Barcelone en Espagne. Il s'agit de la 1re participation de la France aux Jeux olympiques.
Après une nouvelle fois une préparation longue et difficile, la France arrive à Barcelone comme une nation en devenir mais encore en manque de résultat. Lors du premier match du tournoi olympique, la France affronte le pays hôte, l'Espagne, un des favoris de l'épreuve. Mais les Espagnols trop sûrs d'eux se font surprendre par des Français intraitables et sûrs de leurs forces. Les futurs Barjots remportent leur premier match olympique face à une nation majeure et démontrent enfin que le handball français s'installe parmi les meilleures nations de ces Jeux. Si les Bleus s’inclinent logiquement face à l'Équipe unifiée, la défaite d’un seul but reste encourageante. Ils confirment par la suite en gagnant face à l'Allemagne, l'Égypte et la Roumanie et se qualifient ainsi pour les demi-finales de la compétition. Les joueurs se distinguent alors en se teignant tous en blond pour permettre de détendre l'atmosphère avant le match face à la grande Suède. Cela n'empêchera pas la défaite face à la meilleure équipe mondiale du moment. Cependant, ils parviennent à se remobiliser très vite pour la médaille de bronze glanée face à l'Islande, donnant à la France sa première médaille dans une compétition internationale de handball.
Les joueurs sont alors surnommés les « Bronzés », par analogie au film homonyme de Patrice Leconte figurant un groupe de vacanciers dilettantes persuadés de leurs capacités respectives.

## Présentation

### Qualification et contexte
En 1985, l'équipe de France est reléguée en division C après un mondial B raté terminé au dix-neuvième rang. Daniel Costantini prend en main cette équipe, qui a besoin de transformer complètement les méthodes de travail jusque-là utilisées. Il déclare disposer de joueurs pouvant potentiellement intégrer le haut niveau mondial et qu'il faut simplement le temps et les moyens (très réduits jusqu'alors dans ce sport) adéquats au développement d'un collectif solide. Avec l'aval de la Fédération qui a vu ses espoirs de qualification automatique aux Jeux olympiques s'envoler à la suite de leur attribution à Barcelone, il entreprend d'importantes modifications de la préparation avec notamment des séances physiques très exigeantes.
Lors du Championnat du monde B 1989 organisé en France, les Bleus terminent à la 5e place et réintègrent ainsi le groupe A mondial. Au Championnat du monde 1990, la France est emmenée par un jeune joueur d'avenir, Jackson Richardson, et une génération promise à enfin briller dans ce sport. Elle remporte son premier match en Championnat du monde face à l'Algérie et accroche des nations plus réputées comme la Hongrie ou la Roumanie. Grâce à un parcours honorable, la France se donne le droit de disputer un match historique pour la neuvième place et une qualification aux Jeux olympiques de Barcelone face à l'Islande. Les Français vont se donner corps et âme pour remporter ce match (29-23) et se qualifier pour le tournoi olympique. Daniel Costantini a réussi une partie de son pari d'emmener l'équipe de France aux Jeux.

### Matchs de préparation
Fidèle à son habitude depuis qu'il a pris la tête de l'équipe de France, Daniel Costantini a prévu de nombreux matchs de préparation.
Le 16 mai, l'équipe de France a réussi l'exploit de s'imposer face à la Suède, à Marseille, 22-21 (14-9) :
- France : Gardent (4), Lathoud (4), Quintin (3), Richardson (2), Volle (2, dont 1 pen.), Portes (2), Perreux (1), Monthurel (1), Julia (1), Mahé (1 pen.), Schaaf (1).
- Suède : M. Andersson (6, dont 5 pen.), Cato (4), Lindgren (3), Wislander (3), Thorsson (2), R. Andersson (2 pen.), S. Andersson (1).

Puis la France termine sixième du Challenge Georges-Marrane :
- Mardi 19 mai,  France b.  Japon 33-29 (18-14). Buts pour la France : Derot, Mahé (3 pen.), Volle (1 pen.), Lathoud (8, dont 1 pen.), Schaaf, Tristant (2), Monthurel (1 ), Portes (5), Quintin (2), Gardent (6), Perreux (2), Richardson (3).
- Mercredi 20 mai,  Cuba b.  France : 23-18 (12-7). Buts pour la France : Derot (3), Mahé (4, dont 1 pen.), Debureau, Volle (2, dont 1 pen.), Lathoud (2), Schaaf (1), Tristant, Monthurel (2), Portes (2), Gardent, Perreux (1), Richardson (1).
- Jeudi 21 mai,  France et  Suède 22-22 (9-13). Buts pour la France : Derot, Mahé (5 pen.), Debureau (2), Volle, Lathoud (5), Schaaf (2), Portes (1), Quintin (1), Gardent (2), Perreux (4).
- Vendredi 22 mai, demi-finales de classement,  France b.  US Ivry 30-25 (17-13). Buts pour la France : Derot (2), Mahé (3, dont 2 pen.), Debureau (2), Volle (7), Lathoud, Schaaf (5), Tristant (5), Monthurel (2), Portes (3), Quintin, Gardent (1).
- Dimanche 24 mai, match pour la 5e place,  Tchécoslovaquie b.  France : 4 penalties à 2 (10-10, 21-21, 22-22ap). Buts pour la France : Derot (1), Mahé (3 pen.), Debureau (3), Volle (5), Lathoud (2), Schaaf, Tristant, Monthurel (2), Quintin (4), Gardent, Perreux (1), Richardson (1).
- Classement final : 1.  CEI ; 2.  Suède ; 3.  Roumanie ; 4.  Cuba ; 5.  Tchécoslovaquie ; 6.  France ; 7.  US Ivry ; 8.  Japon.

Ensuite, la France a organisé un tournoi préolympique au palais des sports de Castelnau-le-Lez, du mardi 16 juin au dimanche 21 juin. Dans ce tournoi de haut-niveau, la France s'incline notamment de peu face aux deux grandes nations et futurs finalistes, la CEI et la Suède :
- Mardi 16 juin, France b. Tchécoslovaquie 24-18 (15-7).
  -  France : Derot, Mahé (4, dont 2 pen.), Debureau (2), Volle (4), Lathoud (2), Schaaf (1), Tristant (4), Portes (3), Gardent (4).
  -  Tchécoslovaquie : Bergendi (4), Sedlacek (1 pen.), Šetlík (de) (3), Folta, Hazl (1), Hudak (1), Vaněk (de) (2), Tonar (de), Szücs (de) (6, dont 1 pen.).
- Mercredi 17 juin, Hongrie b. France 27-24 (13-11).
  -  Hongrie : Csicsai (7), Horvath (7), Sotonyi (4), Kertesz (4), Bartok (3), Mezei (2).
  -  France : Mahé (3), Debureau (7), Volle (5), Lathoud (4), E. Quintin (4), Perreux (1).
- Vendredi 19 juin, France b. Italie : 19-15 (5-9).
  -  France : Volle (2), Lathoud (5), Schaaf (1), Tristant (2), Portes (1), E. Quintin (2), Gardent (2), Perreux (1), Richardson (3).
  -  Italie : Boschi (2), Nossig (2), Massotti (3), Fusina (6), Bronzo (1), Saulle
- Samedi 20 juin, C.E.I. b. France : 23-22 (13-6).
  -  CEI : Barbachinski (6), Kisselev (1), Gavrilov (5), Gopine (3), Douïchebaïev (4), Grebnev (1), Bebechko (2), Filippov (1).
  -  France : Derot, Mahé (3, dont 2 pen.), Debureau (4), Volle (3), Lathoud (5), Tristant, Monthurel, Gardent (4), Quintin (1), Richardson, Stoecklin (2).
- Dimanche 21 juin, Suède b. France 26-23 (11-12).
  -  Suède : Wislander (4), Bäckegren (1), Hajas (5), Sjöblad (1), Thorsson (1), S. Olsson (4), M. Andersson (9), Venalainen (1).
  -  France : Debureau (1), Volle (4), Lathoud (6), Portes (2), Gardent (7), Perreux (1), Richardson (2).
- Classement final : 1.  CEI, 9 pts ; 2.  Suède, 7 pts ; 3.  Hongrie, 6 pts ; 4.  France et  Tchécoslovaquie, 4 pts ; 6.  Italie, 0 pt.

La suite du programme de préparation est :
- du 25 au 28 juin : stage à l'INSEP avec deux matchs de travail contre la Yougoslavie ;
- 30 juin et 1er juillet deux matchs contre la Hongrie en Hongrie[8] :
  - Mardi 30 juin, Veszprém,  France b.  Hongrie 24-21 (11-9). Buts pour la France : Volle (4), Lathoud (5), Monthurel (5), Portes (3), Quintin (1), Munier (5), Stoecklin (1).
  - Mercredi 1er juillet, Dunaújváros,  Hongrie b.  France 20-19 (8-10). Buts pour la France : Mahé (1 pen.), Debureau (6), Volle (4, dont 2 pen.), Lathoud (1), Quintin (2), Perreux (3), Munier (1), Richardson (1).
- 10 et 11 juillet : deux matchs contre la Tchécoslovaquie à Prague[8] :
  - Vendredi 10 juillet,  France b.  Tchécoslovaquie : 22-19 (8-11). Buts pour la France : Mahé (2), Debureau (2), Volle (4), Lathoud (3), Monthurel (1), Portes (2), Gardent (2), Perreux (3), Munier (3).
  - Samedi 11 juillet,  France b.  Tchécoslovaquie : 25-22 (11-14). Buts pour la France : Mahé (2), Volle (8), Lathoud (2), Tristant (2), Quintin (4), Munier (2), Richardson (3), Stoecklin (2).
- du 18 au 23 juillet : stage à Banyuls-sur-Mer ;
- 24 juillet : match contre la Yougoslavie[9] à Granollers.

### Effectif
Remarques
- Entre parenthèses est indiqué le nombre de buts marqués sur jets de 7 m.
- Bien que droitier, Munier a principalement été utilisé au poste d'arrière droit. Stoecklin jouait quant à lui essentiellement à l'aile droite.

Parmi les absents, Daniel Costantini décide finalement de ne pas sélectionner Gilles Derot (USAM Nîmes 30) pour qu'il puisse rester auprès de sa femme et de son fils, Théo, qui naitra le 17 juin 1992, soit quinze jours seulement avant les JO,. De plus, l'arrière droit Philippe Schaaf (US Créteil) est considéré par le staff « trop juste pour rencontrer le must du hand international » tandis que Denis Tristant et Thierry Perreux ont été préférés à Philippe Julia (HB Vénissieux 85) au poste d'ailier gauche.

## Phase de groupe
| \| \| Équipe \| Pts \| J \| G \| N \| P \| Bp \| Bc \| Diff \| \| - \| -------------- \| --- \| - \| - \| - \| - \| --- \| --- \| ---- \| \| 1 \| Équipe unifiée \| 10 \| 5 \| 5 \| 0 \| 0 \| 121 \| 98 \| 23 \| \| 2 \| France \| 8 \| 5 \| 4 \| 0 \| 1 \| 111 \| 98 \| 13 \| \| 3 \| Espagne \| 6 \| 5 \| 3 \| 0 \| 2 \| 97 \| 98 \| -1 \| \| 4 \| Roumanie \| 3 \| 5 \| 1 \| 1 \| 3 \| 107 \| 115 \| -8 \| \| 5 \| Allemagne \| 3 \| 5 \| 1 \| 1 \| 3 \| 97 \| 103 \| -6 \| \| 6 \| Égypte \| 0 \| 5 \| 0 \| 0 \| 5 \| 92 \| 113 \| -21 \| | - Qualification pour les demi-finales - Éliminé |     |   |   |   |   |     |     |      |
| | Équipe                                          | Pts | J | G | N | P | Bp  | Bc  | Diff |
| 1 | Équipe unifiée                                  | 10  | 5 | 5 | 0 | 0 | 121 | 98  | 23   |
| 2 | France                                          | 8   | 5 | 4 | 0 | 1 | 111 | 98  | 13   |
| 3 | Espagne                                         | 6   | 5 | 3 | 0 | 2 | 97  | 98  | -1   |
| 4 | Roumanie                                        | 3   | 5 | 1 | 1 | 3 | 107 | 115 | -8   |
| 5 | Allemagne                                       | 3   | 5 | 1 | 1 | 3 | 97  | 103 | -6   |
| 6 | Égypte                                          | 0   | 5 | 0 | 0 | 5 | 92  | 113 | -21  |

| Date            | Équipe 1 | Score   | Équipe 2       |
| --------------- | -------- | ------- | -------------- |
| 27 juillet 1992 | France   | 18 – 16 | Espagne        |
| 29 juillet 1992 | France   | 22 – 23 | Équipe unifiée |
| 31 juillet 1992 | France   | 23 – 20 | Allemagne      |
| 2 août 1992     | France   | 26 – 20 | Roumanie       |
| 4 août 1992     | France   | 22 – 19 | Égypte         |

### Victoire face à l’Espagne
| 27 juillet 1992 20h30 | Espagne       | 16 – 18            | France           | Palais des sports, Granollers Affluence : 4 700 Arbitrage : Szajną et Wróblewsk |
| 27 juillet 1992 20h30 | Enric Masip 6 | (7-7)              | Frédéric Volle 4 | Palais des sports, Granollers Affluence : 4 700 Arbitrage : Szajną et Wróblewsk |
| 27 juillet 1992 20h30 | ×3 ×2         | Officiel FFHB LA84 | ×3 ×8            | Palais des sports, Granollers Affluence : 4 700 Arbitrage : Szajną et Wróblewsk |

| Espagne                           |    |                             |              |                     |
|                                   |    | Gardiens :                  |              |                     |
| GB                                | 1  | Jaume Fort                  |              |                     |
| GB                                | 12 | Lorenzo Rico                |              |                     |
| Joueurs de champ :                |    |                             |              |                     |
| ALD                               | 2  | Javier Cabanas (es)         | 0/2          |                     |
| ARG                               | 3  | Juan Francisco Muñoz        | 1/1          | Averti              |
| DC                                | 5  | Ricardo Marín               | 0/1          |                     |
| ARD                               | 6  | Mateo Garralda              | 2/4          |                     |
| ARD                               | 7  | Iñaki Urdangarin            | 1/2          | Suspension          |
| DC                                | 8  | Enric Masip                 | 6/7 (4 pen.) | Averti              |
| ARG                               | 9  | Juan Francisco Alemany (es) | 2/7          |                     |
| P                                 | 11 | Aitor Etxaburu (es)         | 2/2          | Averti · Suspension |
| P                                 | 13 | Luis García López           | 0/0          |                     |
| ALG                               | 14 | Aleix Franch                | 2/4          |                     |
| Entraîneur : Javier García Cuesta |    |                             |              |                     |

| Espagne | Statistiques   | France |
| ------- | -------------- | ------ |
| 16/30   | Buts marqués   | 18/40  |
| 53,3 %  | % réussite     | 45,0 % |
| 4/4     | Jets de 7m     | 2/2    |
| 3       | Cartons jaunes | 3      |
| 2       | Suspensions    | 8      |
| 0       | Cartons rouges | 0      |

| France                         |    |                    |              |                                  |
|                                |    | Gardiens :         |              |                                  |
| GB                             | 1  | Philippe Médard    | (35e à 60e)  |                                  |
| GB                             | 16 | Frédéric Perez     | (1reà 35e)   |                                  |
| Joueurs de champ :             |    |                    |              |                                  |
| DEF                            | 3  | Pascal Mahé        | 2/2 (2 pen.) | Averti · Suspension              |
| ARD                            | 4  | Philippe Debureau  | 2/5          |                                  |
| ARG                            | 5  | Frédéric Volle     | 4/5          | Averti · Suspension · Suspension |
| ARG                            | 6  | Denis Lathoud      | 3/6          | Averti · Suspension · Suspension |
| ALD                            | 11 | Éric Quintin       | 2/5          |                                  |
| P                              | 13 | Philippe Gardent   | 1/2          |                                  |
| ALG                            | 14 | Thierry Perreux    | 1/4          | Averti · Suspension · Suspension |
| ARD                            | 15 | Laurent Munier     | 0/6          |                                  |
| DC                             | 17 | Jackson Richardson | 3/4          | Averti · Suspension              |
| ALD                            | 18 | Stéphane Stoecklin | 0/1          |                                  |
| Entraîneur : Daniel Costantini |    |                    |              |                                  |

### Défaite face à l’Equipe unifiée
| 29 juillet 1992 11h30 | France           | 22 – 23   | Équipe unifiée        | Palais des sports, Granollers Arbitrage : Fritz Rudin et Roger Schill |
| 29 juillet 1992 11h30 | Portes, Munier 4 | (12 – 14) | Talant Douïchebaïev 9 | Palais des sports, Granollers Arbitrage : Fritz Rudin et Roger Schill |
| 29 juillet 1992 11h30 | FFHB LA84        |           |                       | Palais des sports, Granollers Arbitrage : Fritz Rudin et Roger Schill |

- France : Perez (1re mi-temps), Thiébaut (2e mi-temps), Mahé (1 pen.), Debureau (3), Volle (2), Lathoud (3), Tristant (1), Monthurel (1), Portes (4), Perreux (1), Munier (4), Richardson (2).
- Équipe unifiée : Gavrilov (1), Barbachinski (1), Gopine (6), Douïchebaïev (9, dont 3 pen.), Iakimovitch (5), Kisselev (1).

### Victoire face à l’Allemagne
| 31 juillet 1992 16h00 | France            | 23 – 20 | Allemagne       | Palais des sports, Granollers Arbitrage : Bo Johansson, Bernt Kjellqvist |
| 31 juillet 1992 16h00 | Lathoud, Munier 5 | (10-9)  | trois joueurs 4 | Palais des sports, Granollers Arbitrage : Bo Johansson, Bernt Kjellqvist |
| 31 juillet 1992 16h00 | FFHB LA84         |         |                 | Palais des sports, Granollers Arbitrage : Bo Johansson, Bernt Kjellqvist |

- France : Médard, Thiébaut, Lathoud (5), Munier (5), Richardson (3), Mahé (3 pen.), Volle (2), Gardent (2), Perreux (1), Portes (1), Stoecklin (1).
- Allemagne : Ratka (3), Klemm (1), Schneider (4), Winselmann (3), Zerbe (4), Fraatz (4), Hahn (1).

### Victoire face à la Roumanie
| 2 août 1992 11h30 | France          | 26 – 20 | Roumanie           | Palais des sports, Granollers Arbitrage : Øie, Høgsnes |
| 2 août 1992 11h30 | Denis Lathoud 6 | (12-11) | Cristian Zaharia 7 | Palais des sports, Granollers Arbitrage : Øie, Høgsnes |
| 2 août 1992 11h30 | FFHB LA84       |         |                    | Palais des sports, Granollers Arbitrage : Øie, Høgsnes |

- France: Perez (1re mi-temps), Thiébaut (2e mi-temps), Lathoud (6), Gardent (5), Volle (4), Portes (3), Mahé (2 pen.), Debureau (1), Perreux (2), Munier (2), Richardson (1), Tristant.
- Roumanie : Zaharia (7, dont 4 pen.), Licu (6), Mocanu (3), Berbece (2), Dedu (1), Popovici (1).

### Victoire face à l'Égypte
| 4 août 1992 10h00 | France           | 22 – 19 | Égypte           | Palais des sports, Granollers Arbitrage : Jug, Jeglič |
| 4 août 1992 10h00 | Laurent Munier 8 | (10-7)  | Mohamed, Debes 4 | Palais des sports, Granollers Arbitrage : Jug, Jeglič |
| 4 août 1992 10h00 | FFHB LA84        |         |                  | Palais des sports, Granollers Arbitrage : Jug, Jeglič |

- France : Perez, Médard ; Munier (8/10), Richardson (2/3), Quintin (3/4), Mahé (2/3), Volle (2/5), Lathoud (1/2), Gardent (1/2), Stoecklin (1/4), Monthurel (2/3), Tristant (0/0).
- Égypte : El-Awady, Abdel Hamid (GB) ; El-Attar (3/7), Serageldin (0/1), Abdallah (1/4), Mohamed (4/6), El-Kasaby (2/2), Mahmoud (3/5), Nabil (0/0), Debes (4/7), Mabrouk (1/4), Belal (1/4)

## Phase finale
|  | Demi-finales   | Demi-finales |                        |    | Finale      | Finale      |
|  | Demi-finales   | Demi-finales |                        |    | Finale      | Finale      |
|  |                |              |                        |    |             |             |
|  | 6 août 1992    | 6 août 1992  |                        |    | 8 août 1992 | 8 août 1992 |
|  | 6 août 1992    | 6 août 1992  |                        |    | 8 août 1992 | 8 août 1992 |
|  | Équipe unifiée | 23           |                        |    | 8 août 1992 | 8 août 1992 |
|  | Équipe unifiée | 23           |                        |    | 8 août 1992 | 8 août 1992 |
|  | Islande        | 19           |                        |    | 8 août 1992 | 8 août 1992 |
|  | Islande        | 19           | Équipe unifiée         | 22 |             |             |
|  | 6 août 1992    |              | Équipe unifiée         | 22 |             |             |
|  |                | Suède        | 20                     |    |             |             |
|  | France         | Suède        | 20                     | 22 |             |             |
|  | France         |              |                        | 22 |             |             |
|  | Suède          | 25           |                        |    |             |             |
|  | Suède          | 25           | Match pour la 3e place |    |             |             |
|  |                |              |                        |    |             |             |
|  | 8 août 1992    |              |                        |    |             |             |
|  |                |              |                        |    |             |             |
|  | France         | 24           |                        |    |             |             |
|  | France         | 24           |                        |    |             |             |
|  | Islande        | 20           |                        |    |             |             |
|  | Islande        | 20           |                        |    |             |             |

### Demi-finale: défaite face à la Suède
| 6 août 1992 19h00 | Suède             | 25 – 22            | France          | Palau Sant Jordi, Barcelone, Espagne Affluence : 4 500 Arbitrage : Marek Szajna et Jacek Wróblewsk |
| 6 août 1992 19h00 | Pierre Thorsson 6 | (11-10)            | Denis Lathoud 6 | Palau Sant Jordi, Barcelone, Espagne Affluence : 4 500 Arbitrage : Marek Szajna et Jacek Wróblewsk |
| 6 août 1992 19h00 | ×2 ×6             | Officiel LA84 FFHB | ×3 ×6 ×1        | Palau Sant Jordi, Barcelone, Espagne Affluence : 4 500 Arbitrage : Marek Szajna et Jacek Wróblewsk |

| Suède                        |    |                  |                   |                     |
|                              |    | Gardiens :       |                   |                     |
| GB                           | 1  | Mats Olsson      |                   |                     |
| GB                           | 16 | Tomas Svensson   | (toute la partie) | (toute la partie)   |
| Joueurs de champ :           |    |                  |                   |                     |
| DC                           | 3  | Magnus Wislander | 4/5               | Suspension          |
| AR                           | 5  | Ola Lindgren     | 2/7               | Suspension          |
| P                            | 6  | Per Carlén       | 5/5               | Averti · Suspension |
| AL                           | 7  | Erik Hajas       | 5/7               |                     |
| AL                           | 8  | Magnus Cato      | 0/0               | Suspension          |
| P                            | 9  | Axel Sjöblad     | 0/0               |                     |
| AR                           | 10 | Robert Andersson | 0/0               |                     |
| AL                           | 11 | Pierre Thorsson  | 6/7               | Suspension          |
| ARD                          | 13 | Staffan Olsson   | 2/6               | Averti              |
| DC                           | 14 | Magnus Andersson | 1/4               | Suspension          |
| Entraîneur : Bengt Johansson |    |                  |                   |                     |

| Suède   | Statistiques   | France  |
| ------- | -------------- | ------- |
| 25/41   | Buts marqués   | 22/49   |
| 60,98 % | % réussite     | 44,90 % |
| 2/4     | Jets de 7m     | 4/4     |
| 2       | Cartons jaunes | 3       |
| 12 min  | Suspensions    | 12 min  |
| 0       | Cartons rouges | 1       |

| France                         |    |                    |                    |                                                              |
|                                |    | Gardiens :         |                    |                                                              |
| GB                             | 1  | Philippe Médard    | (1re à 15e)        |                                                              |
| GB                             | 12 | Jean-Luc Thiébaut  | (15e à 60e)        |                                                              |
| Joueurs de champ :             |    |                    |                    |                                                              |
| DEF                            | 3  | Pascal Mahé        | 2/2 (dont 2 pen.)  | Averti · Suspension · Suspension · Suspension · Carton rouge |
| ARD                            | 4  | Philippe Debureau  | 1/5                |                                                              |
| ARG                            | 5  | Frédéric Volle     | 5/10 (dont 1 pen.) | Suspension                                                   |
| ARG                            | 6  | Denis Lathoud      | 6/15 (dont 1 pen.) |                                                              |
| ALG                            | 10 | Alain Portes       | 1/2                |                                                              |
| ALD                            | 11 | Éric Quintin       | 0/1                |                                                              |
| P                              | 13 | Philippe Gardent   | 4/6                |                                                              |
| ALG                            | 14 | Thierry Perreux    | 2/2                |                                                              |
| ARD                            | 15 | Laurent Munier     | 1/6                | Averti · Suspension · Suspension                             |
| DC                             | 17 | Jackson Richardson | 0/0                | Averti                                                       |
| Entraîneur : Daniel Costantini |    |                    |                    |                                                              |

### Match pour la troisième place
| 8 août 1992 15h00 | Islande             | 20 – 24                | France           | Palau Sant Jordi, Barcelone, Espagne Arbitrage : Grigorij Guterman Iouri Taranoukhine |
| 8 août 1992 15h00 | Valdimar Grímsson 5 | (9 – 12)               | Laurent Munier 6 | Palau Sant Jordi, Barcelone, Espagne Arbitrage : Grigorij Guterman Iouri Taranoukhine |
| 8 août 1992 15h00 | ×7                  | FFHB LA84 Morgunblaðið | ×4               | Palau Sant Jordi, Barcelone, Espagne Arbitrage : Grigorij Guterman Iouri Taranoukhine |

| Islande                              |    |                          |                        |
|                                      |    | Gardiens :               |                        |
| GB                                   | 12 | Guðmundur Hrafnkelsson   | 9 arrêts               |
| GB                                   | 16 | Bergsveinn Bergsveinsson | 4 arrêts (dont 2 pen.) |
| Joueurs de champ :                   |    |                          |                        |
| DC                                   | 2  | Birgir Sigurðsson        | 1/1                    |
| AL                                   | 3  | Jakob Sigurðsson         | 1/1                    |
| ALD                                  | 5  | Valdimar Grímsson        | 5/11 (dont 3 pen.)     |
| DC                                   | 6  | Gunnar Gunnarsson        | 4/7                    |
| ARG                                  | 8  | Patrekur Jóhannesson     | 0/1                    |
| ALG                                  | 9  | Konráð Olavsson          | 3/4 (dont 1 pen.)      |
| AR                                   | 10 | Héðinn Gilsson           | 3/8                    |
| P                                    | 11 | Geir Sveinsson           | 0/0                    |
| AR                                   | 14 | Einar Sigurðsson         | 0/2                    |
| AR                                   | 15 | Júlíus Jónasson          | 3/7                    |
| Entraîneur : Þorbergur Aðalsteinsson |    |                          |                        |

| Islande | Statistiques   | France  |
| ------- | -------------- | ------- |
| 20/42   | Buts marqués   | 24/44   |
| 47,62 % | % réussite     | 54,55 % |
| 4/6     | Jets de 7m     | 2/4     |
| ?       | Cartons jaunes | ?       |
| 14 min  | Suspensions    | 8 min   |
| ?       | Cartons rouges | ?       |

| France                         |    |                    |          |
|                                |    | Gardiens :         |          |
| GB                             | 12 | Jean-Luc Thiébaut  | 8 arrêts |
| GB                             | 16 | Frédéric Perez     | -        |
| Joueurs de champ :             |    |                    |          |
| DEF                            | 3  | Pascal Mahé        | 2/4      |
| ARG                            | 5  | Frédéric Volle     | 4/8      |
| ARG                            | 6  | Denis Lathoud      | 1/4      |
| P                              | 9  | Gaël Monthurel     | 1/2      |
| ALD                            | 11 | Éric Quintin       | 4/5      |
| P                              | 13 | Philippe Gardent   | 3/5      |
| ALG                            | 14 | Thierry Perreux    | 1/3      |
| ARD                            | 15 | Laurent Munier     | 6/9      |
| DC                             | 17 | Jackson Richardson | 1/3      |
| ARD                            | 18 | Stéphane Stoecklin | 1/1      |
| Entraîneur : Daniel Costantini |    |                    |          |

## Statistiques et récompenses

### Récompenses
Un seul joueur de l'équipe de France est désigné dans l'équipe-type de la compétition : Denis Lathoud, au poste d'arrière gauche.

### Buteurs
Avec 26 buts marqués, Laurent Munier termine dixième dixième meilleur buteur de la compétition.
Les statistiques détaillées de l'équipe de France sont :
| Rang  | Joueur             | Poule | Poule                    | Poule | Poule | Poule | Phase finale | Phase finale | Statistiques | Statistiques | Statistiques | Statistiques |
| Rang  | Joueur             |       | Drapeau : Équipe unifiée |       |       |       |              |              | Buts         | 7m           | MJ           | Moy.         |
| ----- | ------------------ | ----- | ------------------------ | ----- | ----- | ----- | ------------ | ------------ | ------------ | ------------ | ------------ | ------------ |
| 1     | Laurent Munier     | 0     | 4                        | 5     | 2     | 8     | 1            | 6            | 26           | 0            | 7            | 3,7          |
| 2     | Denis Lathoud      | 3     | 3                        | 5     | 6     | 1     | 6            | 1            | 25           | 1            | 7            | 3,6          |
| 3     | Frédéric Volle     | 4     | 2                        | 2     | 4     | 2     | 5            | 4            | 23           | 1            | 7            | 3,3          |
| 4     | Philippe Gardent   | 1     | NR                       | 2     | 5     | 1     | 4            | 3            | 16           | 0            | 6            | 2,7          |
| 5     | Pascal Mahé        | 2     | 1                        | 3     | 2     | 2     | 2            | 2            | 14           | 14           | 7            | 2,0          |
| 6     | Jackson Richardson | 3     | 2                        | 3     | 1     | 2     | 0            | 1            | 12           | 0            | 7            | 1,7          |
| 7     | Alain Portes       | NR    | 4                        | 1     | 3     | NR    | 1            | NR           | 9            | 0            | 4            | 2,3          |
| 7     | Éric Quintin       | 2     | NR                       | NR    | NR    | 3     | 0            | 4            | 9            | 0            | 4            | 2,3          |
| 9     | Thierry Perreux    | 1     | 1                        | 1     | 2     | NR    | 2            | 1            | 8            | 0            | 6            | 1,3          |
| 10    | Philippe Debureau  | 2     | 3                        | 0     | 1     | NR    | 1            | NR           | 7            | 0            | 5            | 1,4          |
| 11    | Gaël Monthurel     | NR    | 1                        | NR    | NR    | 2     | NR           | 1            | 4            | 0            | 3            | 1,3          |
| 12    | Stéphane Stoecklin | 0     | NR                       | 1     | NR    | 1     | NR           | 1            | 3            | 0            | 4            | 0,8          |
| 13    | Denis Tristant     | NR    | 1                        | NR    | 0     | 0     | NR           | NR           | 1            | 0            | 3            | 0,3          |
| Total | Total              | 18    | 22                       | 23    | 26    | 22    | 22           | 24           | 157          | 16           | 7            | 22,4         |

NR : non retenu pour le match (seulement 12 joueurs sur la feuille de match, 10 joueurs de champ et 2 gardiens de buts)

### Gardiens de but
| Joueur            | Poule | Poule                    | Poule | Poule | Poule | Phase finale | Phase finale | MJ |
| Joueur            |       | Drapeau : Équipe unifiée |       |       |       |              |              | MJ |
| ----------------- | ----- | ------------------------ | ----- | ----- | ----- | ------------ | ------------ | -- |
| Philippe Médard   | X     | NR                       | X     | NR    | X     | X            | NR           | 4  |
| Frédéric Perez    | X     | X                        | NR    | X     | X     | NR           | X            | 5  |
| Jean-Luc Thiébaut | NR    | X                        | X     | X     | NR    | X            | X            | 5  |